# Стефан (Севбо)
Архиепископ Стефан (в миру Семён Иосифович Севбо; 17 (29) апреля 1872, Телуша, Бобруйский уезд, Минская губерния — 25 января 1965, Зальцбург) — епископ Белорусской автокефальной православной церкви и Русской православной церкви заграницей, архиепископ Венский и Австрийский.

## Биография
Родился 17 апреля 1872 года в семье певчего. Потеряв в раннем детстве отца, воспитывался матерью.
После окончания Слуцкого духовного училища в 1889 году поступил в Минскую Духовную Семинарию, которую окончил в 1895 году.
В 1896 году был рукоположён во священника, служил в Минской епархии.
Почти 30 лет служил благочинным в местечке Раков в Западной Беларуси.
После революции Западная Белоруссия вошла в состав Польского государства. Отказался признать самопровозглашённую автокефалию Польской Православной Церкви, боролся против её насаждения польскими властями. Неоднократно заключался в тюрьму города Новогрудка и концлагеря в Березе и Костопале. Здесь его застала советско-германская война 1941—1945 годов. Получил свободу, он продела путь длиной 300 км в Раково.

### В Белорусской православной церкви
3 марта 1942 года на состоявшемся в Белоруссии в условиях немецкой оккупации соборе епископов Белорусской православной церкви, будучи вдовым священником, избран во епископа Смоленского и Брянского. Ещё до окончания собора был вызван в Минск, где Пострижен в монашество с именем Стефан и возведён в сан архимандрита.
Епископская протоиерея Стефана Севбо должна была состояться в воскресенье 15 марта, но неожиданная болезнь митрополита Пантелеимона (Рожновского) помешала этому. Ввиду неотложности этой хиротонии хотели совершить её архиепископ Филофей (Нарко) и епископ Афанасий (Мартос), но митрополит Пантелеимон не дал своего согласия, потребовав от этих епископов отъезда в свои епархии. Архимандрит Стефан уехал в свой приход в Ракове для продолжения пастырского служения. Митрополит Пантелеимон рассчитывал после отъезда Филофея (Нарко) в Могилёв и Афанасия (Мартоса) в Витебск возглавить Минскую и Наваградскую епархии и управлять ими при помощи Стефана, которого он, вопреки решению собора, хотел рукоположить во епископа Слуцкого, викария Минской епархии. Такие мероприятия митрополита сильно встревожили белорусских деятелей, которые сообщили об этом немецким властям. Генеральный комиссариат приказал митрополиту Пантелеимону неотложно посвятить Стефана в сан епископа Смоленского.
При помощи немецких чинов военной полиции архимандрит Стефан был привезён в Минск и 17 мая того же года был хиротонисан во епископа Смоленского и Брянского. Чин хиротонии совершали: митрополит Минский Пантелеимон (Рожновский), епископы Гродненский Венедикт (Бобковский) и Могилёвский Филофей (Нарко). На следующий день епископ Стефан уехал в свой приход в Раков для приготовления к отъезду в Смоленск. В Смоленск епископ Стефан приехал только 27 декабря 1942 года. В этот же день после литургии в малом Богоявленском соборе состоялась его торжественная встреча с клиром и паствой Смоленской епархии.
C самого начала церковного возрождения во всех смоленских храмах на богослужениях молитвенно возносилось имя Патриаршего местоблюстителя митрополита Московского Сергия (Страгородского). Хотя епископ Стефан первоначально не стал отменять поминовения митрополита Сергия, только добавив к нему поминовение и митрополита Пантелеимона. После очередного воззвания митрополита Сергия против германской армии, нацистские власти потребовали от епископа Стефана прекратить поминовение Патриаршего Местоблюстителя. По этому поводу епископом Стефаном 28 января 1943 года было составлено «Обращение к верующим», в котором говорилось: «Ввиду проникшего известия о подписании — вольном или невольном — со стороны митрополита Сергия воззвания против немецкой армии вопрос о поминовении митрополита Сергия разрешён сам собою, и входит в силу формула поминовения, принятая в Минской епархии».
Епископ Стефан придерживался мнения о том, что «в заведывании церковными делами самое широкое участие должен принимать сам верующий народ». Поэтому в принятом им в январе 1943 года постановлении об организации церковного управления на местах главным распорядительным и законодательным органом для каждого храма определялось приходское собрание, состоящее из выборных уполномоченных и священнослужителей. Оно должно было собираться раз в три месяца и заслушивать отчёт исполнительного органа — приходского управления, в которое входили настоятель, церковный староста и три члена — по финансово-хозяйственным, религиозно-просветительским и церковно-благотворительным делам. Создание этих органов церковного управления епископ Стефан обязал закончить к 1 марта 1943 года. Столкнувшись с проблемой нехватки священнослужителей. Для решения этой проблемы через газету «Новый путь» обратился ко всем священнослужителям, находящимся на территории Смоленской области и до сих пор скрывающих свой сан, с просьбой явиться в епархиальное управление с документами, подтверждающими их сан, и вновь продолжить свое священнослужение. Такая мера не дала нужного эффекта, что побудило епископа Смоленского Стефана организовать в Смоленске пастырские курсы? открытые в июне 1943 года. Курсы выпустили за первые 7 месяцев своего существования 40 священников. Организую свою епархию, он объехал весь фронт, побывав даже у Брянска. Отличался скромностью, обслуживал себя сам, в том числе сам себе готовил еду.
Получив в управление епархию, включавшую в себя Смоленскую и Брянскую области, епископ Стефан поучаствовал необходимость в викарном епископе.  17 мая 1943 года он обратился с просьбой об этом к митрополиту Пантелеимону, преложив в качестве кандидата архимандрита Павла (Мелентьева). Его хиротония во епископа Рославльского состоялась 12 июня 1943 года в Минске, вызвав возмущение белорусских националистов, которые заявили свой протест в генеральный комиссариат, обвиняя всех епископов Белорусской церкви в антибелорусских действиях, но немцы не придали этому значения. Сам же епископ Павел, который служил в Брянске, оказался недоволен своим положением викарного епископа. Он хотел быть правящим архиереем с титулом епископа Брянского. 
Впоследствии, после освобождения Смоленска от немецких захватчиков в сентябре 1943 года эвакуировался в Борисов, а оттуда в Германию, куда прибыл 7 июля 1944 года.
В 1945—1948 годы был заместителем председателя Церковно-благотворительного комитета Германской епархии.

### В Русской православной церкви заграницей
12 февраля 1946 года вошёл в юрисдикцию РПЦЗ. С 7 по 10 мая 1946 года участвовал в работе Архиерейского Собора РПЦЗ в Мюнхене.
13 августа 1946 года решением Архиерейского Синода РПЦЗ был назначен епископом Венским и Австрийским с возведением в сан архиепископа.
Развил плодотворную деятельность по окормлению русских беженцев в лагерях перемещенных лиц Парш (Зальцбург), Келлерберг, Куфштайн. В силу политических причин ему пришлось переехать в Зальцбург, находившийся в западной зоне оккупации Австрии. На территории его епархии после окончания войны находилось около 100 тысяч «перемещённых лиц» из СССР, которые проживали в местных лагерях. Ими было создано 33 православные общины.
Епископ Стефан поселился на территории располагавшегося недалеко от Зальцбурга большого лагеря Парш, где в том время действовали три барачных церкви. Одной из них он придал статус «кафедрального собора». Архиепископа Стефана вспоминали как доброго и сердечного человека, который подолгу беседовал на скамеечке с беженцами, выслушивая их рассказы и вникая в их повседневные проблемы. Архиепископ Стефан не говорил по-немецки, поэтому переводчицей у него служила А. А. Гунбина, много сделавшая для лагерного прихода.
В 1948 году архиепископом Стефаном был организован приход для беженцев в Зальцбурге. Богослужения проводились в одном из приделов католической церкви на Резиденцплатц, освящённый во имя Архистртига Михаила. Иконы для временного иконостаса написали барон Николай Мейендорф и Иван Дикий, ранее работавшие художниками в Югославии. Служили в этой церкви священник Сергий Матвеев, затем протоиерей Иоанн Сиротенко.

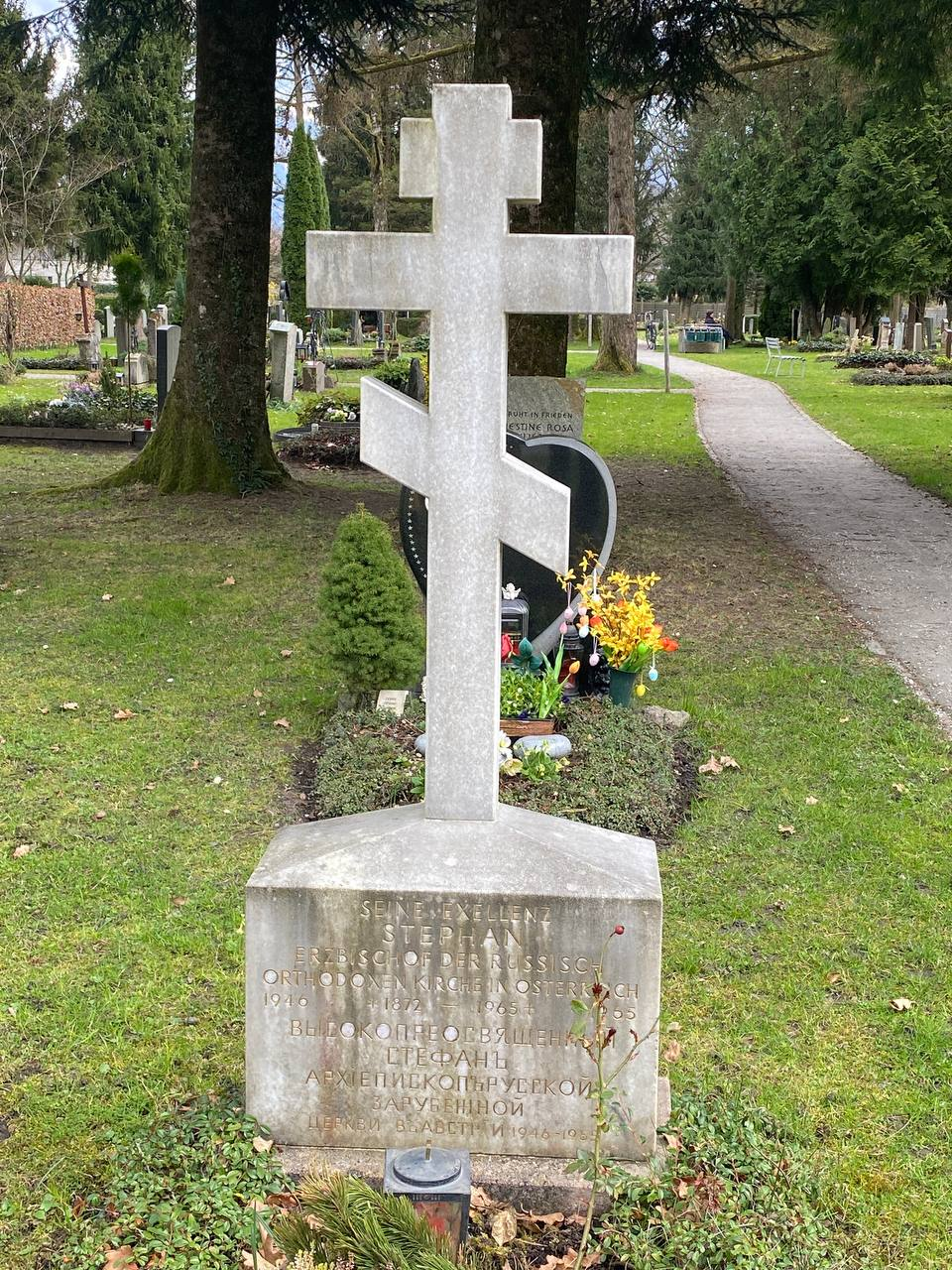
Могила Стефана (Севбо) на Коммунальном кладбище в Зальцбурге

В 1950 году собор в лагере Парш сожгли советские смершевцы, в связи с чем было выстроено новое здание собора в другой части лагеря. Архиепископ Стефан сам сделал для него иконостас.
В конце 1940-х годов «перешещённые лица» стали активно выезжать из Австрии, главным образом в Америку и Австралию, в связи с чем паства архиепископа Стефана стала стремительно таять. К 1953 году около 90 % беженцев эмигрировало, а многие оставшиеся прятались, боясь высылки в СССР.
В 1956 году католики отказали представимость общине РПЦЗ храм на Резиденцплатц, епископ Стефан устроил домовую Покровскую церковь на первом этаже в бывшем замке баронов Тинен-Адлерфлихт. Она вмещала всего 20 человек, отчего многим из молящихся приходилось стоять в коридоре. Также богослужения для прихожан РПЦЗ в Зальбурге совершались в Никольской церкви при беженской богадельне, которая просуществовала три десятилетия; начиная с 1962 года она располагалось в католической церкви святого Иеронима на Мюльнер на Гауптштрасе, 6.
29 мая 1959 года для постройки храма был за 49 тысяч марок куплен участок, расположенный вблизи реки Зальцах, в квартале Леэн. Проект нового храма создал архитектор Евгений Салпиус, эмигрант из Прибалтики. Строительство шло не спеша и очень экономно. Несмотря на свой возраст, архиепископ Стефан сам отправился в США для сбора пожертвований. Освятили новый Покровский собор 26 июня 1964 архиепископ Стефан и архиепископ Берлинский и Германский Александр (Ловчий). На освящении присутствовали главы местных католических и протестантских епархий.
Скончался 25 января 1965 году в Зальцбурге.